# Centromyrmex bequaerti
Centromyrmex bequaerti är en myrart som först beskrevs av Auguste-Henri Forel 1913.  Centromyrmex bequaerti ingår i släktet Centromyrmex och familjen myror. Inga underarter finns listade.

## Bildgalleri

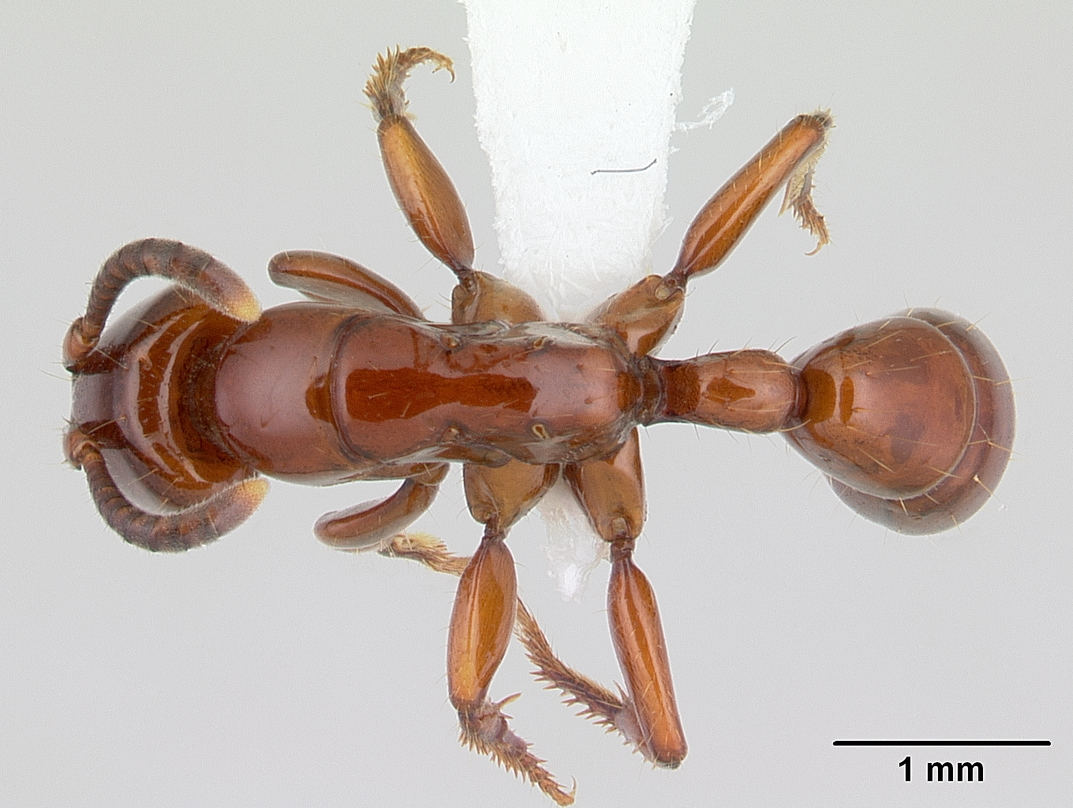
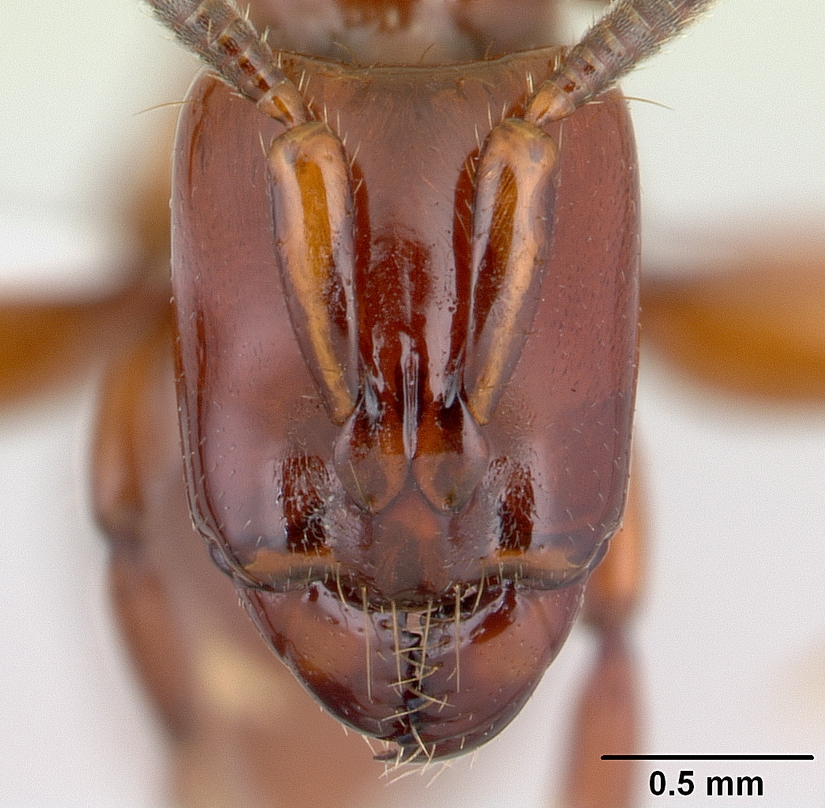
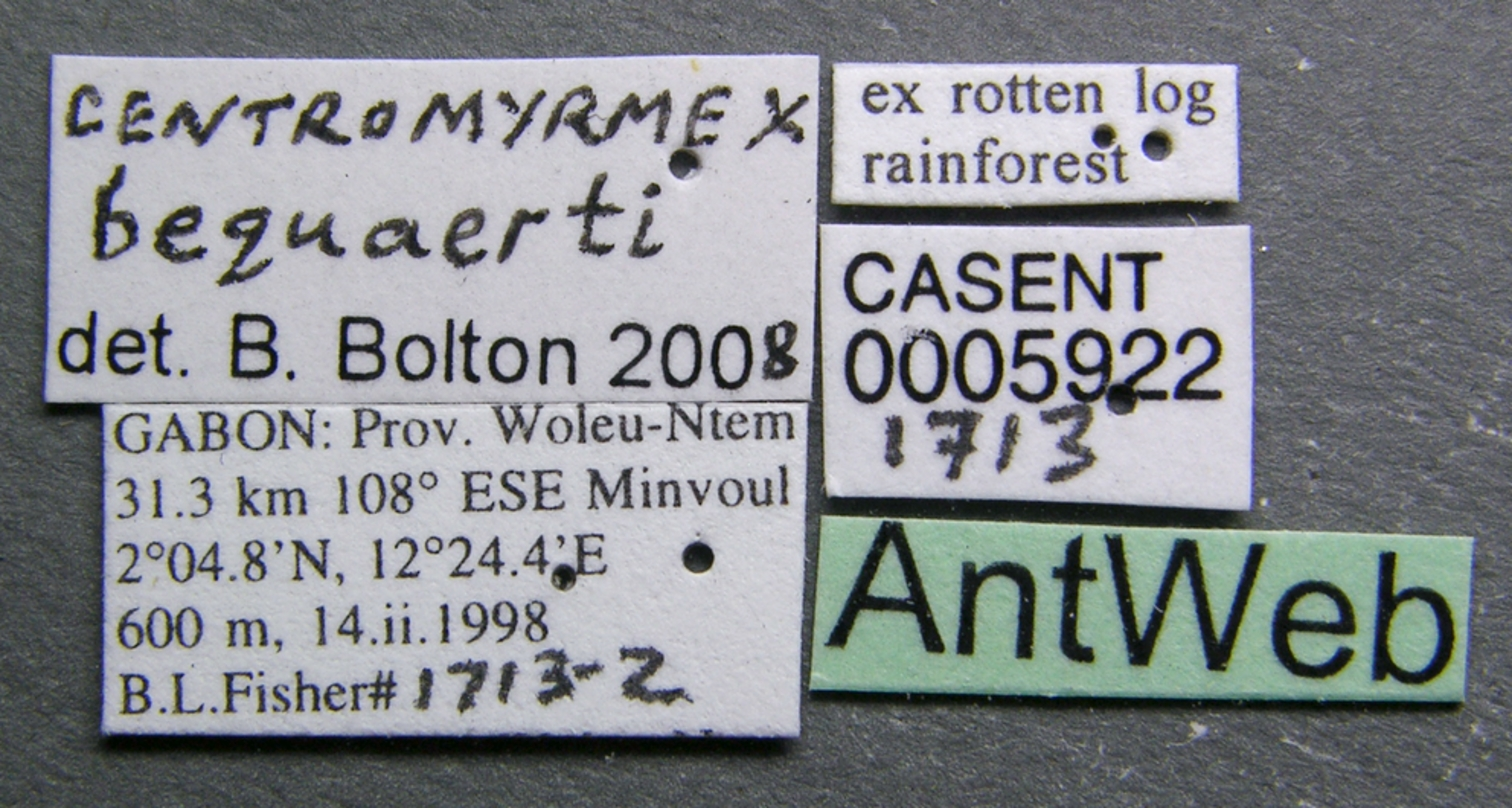
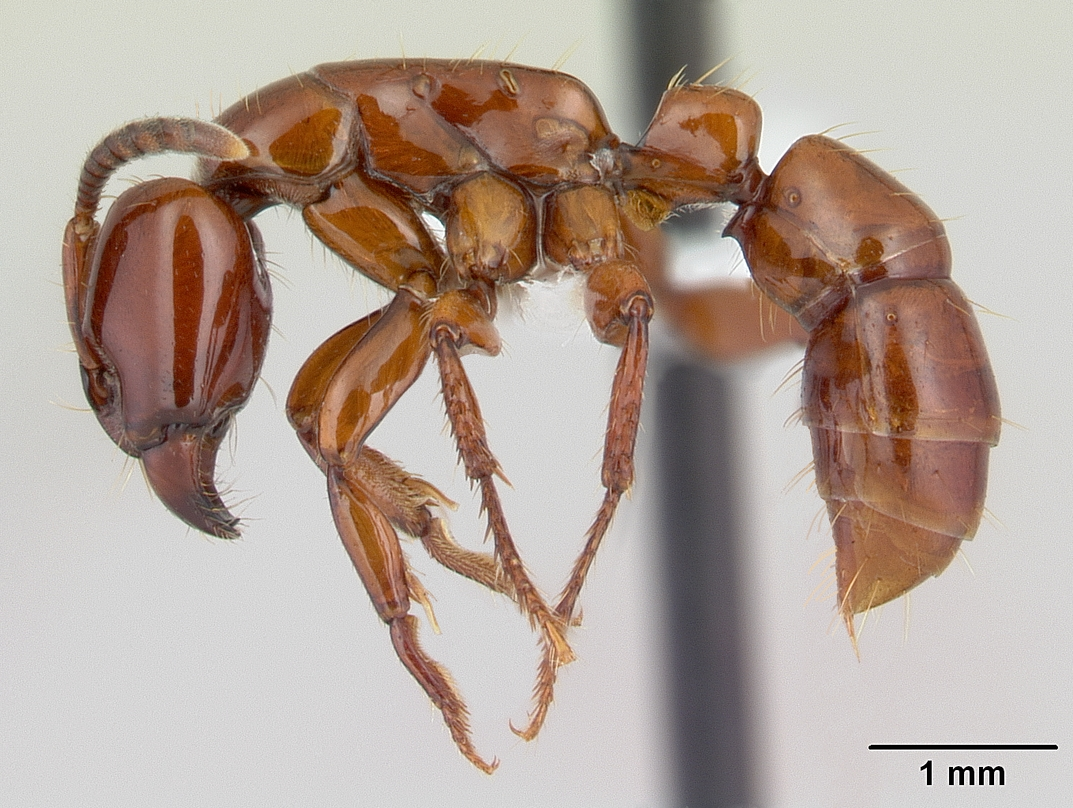
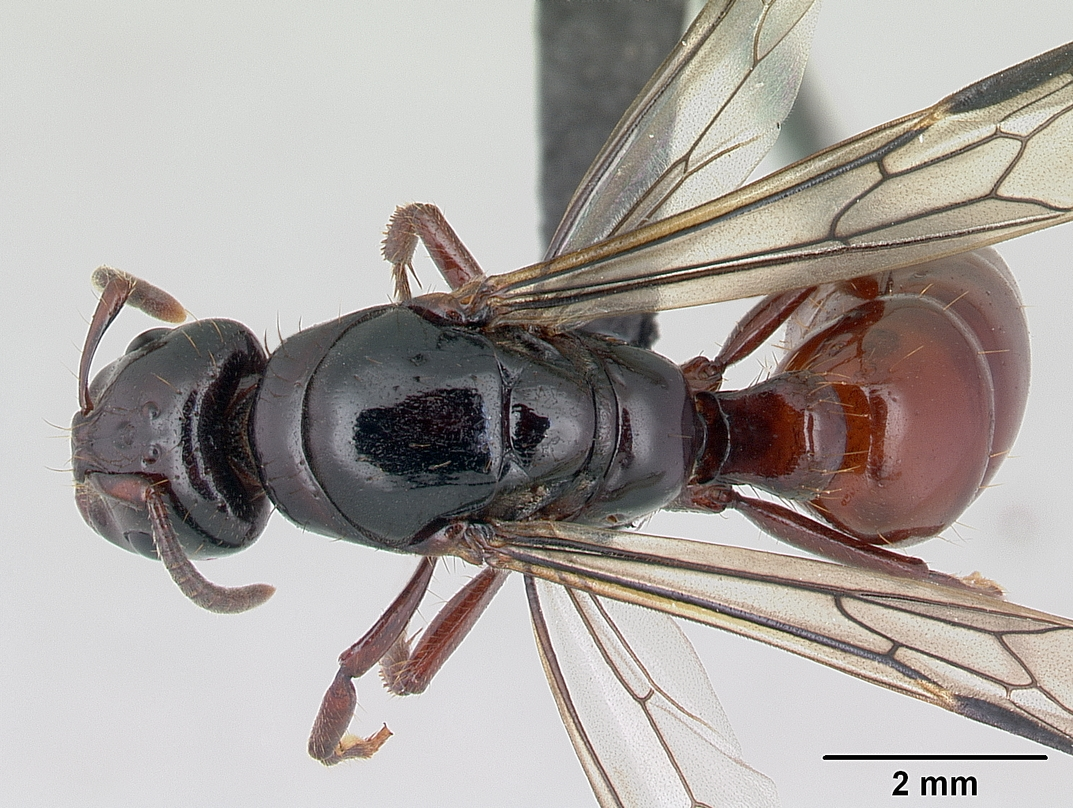
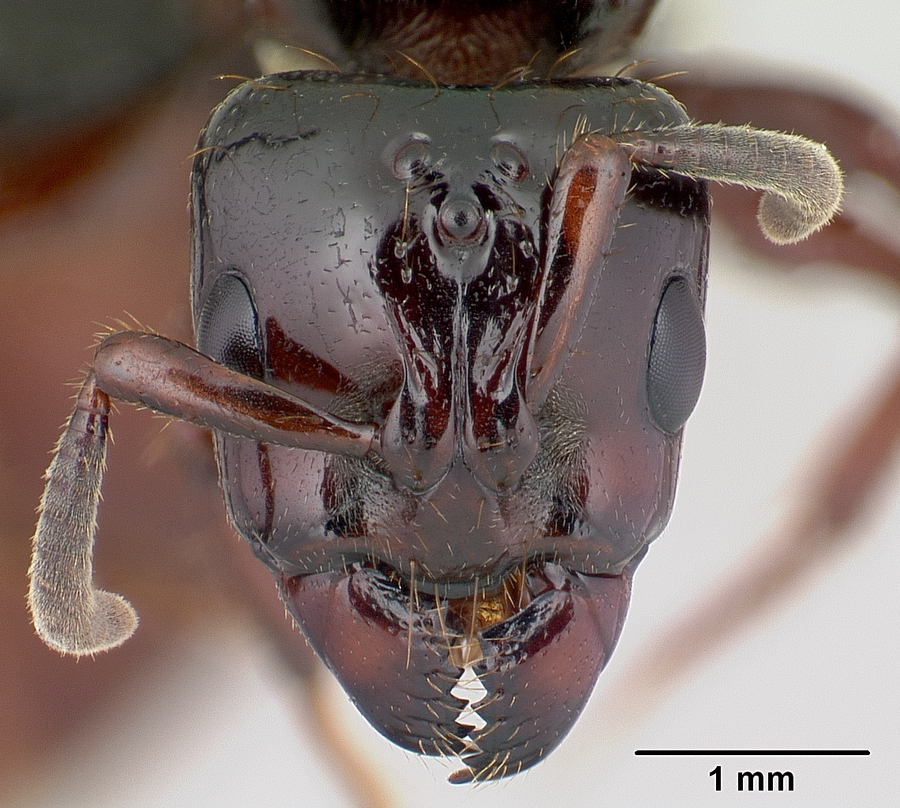